# Шарпантье, Эмманюэль
Эмманюэ́ль Мари́ Шарпантье́ (фр. Emmanuelle Marie Charpentier; род. 11 декабря 1968, Франция) — французский учёный-микробиолог, нобелевский лауреат (2020). Доктор философии, профессор и в 2015—2018 гг. директор Института инфекционной биологии Общества Макса Планка; член Французской АН и иностранный член НАН США (избрана в обе в 2017).
Лауреат Нобелевской премии по химии (2020, совместно с Дженнифер Даудной) за разработку метода редактирования генома.

## Ранние годы и образование
Родилась в Жювизи-сюр-Орж (Иль-де-Франс). Её дед был беженцем из Армении, пережившим геноцид армян. Училась в Университете Пьера и Марии Кюри (теперь факультет наук Университета Сорбонны) в Париже, где изучала биохимию, генетику и микробиологию. В 1992—1995 годах проходила аспирантуру в Институте Пастера и в 1995 году получила степень доктора микробиологии в Университете Пьера и Марии Кюри. Диссертация посвящена исследованию молекулярных механизмов развития устойчивости к антибиотикам.
С 1996 года проходила постдокторантуру в американских Рокфеллеровском университете (Нью-Йорк), медицинском центре Нью-Йоркского университета, Институте Скерболла (Нью-Йорк) и Детском исследовательском госпитале Сент-Джуд (Мемфис, Теннесси).

## Карьера и научная деятельность
Шарпаньте работала помощником преподавателя в Университете Пьера и Марии Кюри с 1993 по 1995 год, после проходила постдокторнатуру в Институте Пастера до 1996.
В 1996 году переехала в Нью-Йорк. В 1996—1997 годах работала в качестве докторанта в лаборатории Илейн Туоманен (Рокфеллеровский университет), где изучалось участие мобильных генетических элементов в изменчивости генома в патогенной бактерии Streptococcus pneumoniae. Шарпантье с коллегами также смогли установить механизм возникновения резистентности к ванкомицину в S. pneumoniae.
В 1997—1999 годах занимала позицию младшего научного сотрудника в медицинском центре Нью-Йоркского университета в лаборатории цитолога Памелы Ковин, специализировавшейся на клетках кожи и заинтересованной в осуществлении манипуляций с генами эукариотических клеток. Шарпантье опубликовала статью о регуляции роста волос в мышах. В 1999—2002 годах была научным сотрудником в Институте Скерболла (Нью-Йорк) и Детском исследовательском госпитале Сент-Джуд (Мемфис, Теннесси) в Нью-Йорке с 1999 по 2002 год.
В 2002 году Шарпантье вернулась в Европу и получила должность заведующей лабораторией и приглашенного профессора в Институте Микробиологии и Генетики (Венский Университет). В 2004 открыла РНК, вовлеченную в регуляцию синтеза фактора вирулентности в Streptococcus pyogenes. С 2004 по 2006 год заведовала лабораторией на факультете Микробиологии и Иммунологии. В 2006 стала приват-доцентом там же (микробиология), получив хабилитацию в Центре Молекулярной Биологии.
С 2006 по 2009 заведовала лабораторией и преподавала в лабораторном центре имени Макса Перуца.
В 2009 переехала в Швецию, где возглавила Шведскую Лабораторию Молекулярной Инфекционной медицины в Университете Умео. Там же работала штатным преподавателем в 2008—2013 годах, а в 2014—2017 годах — в качестве внештатного.

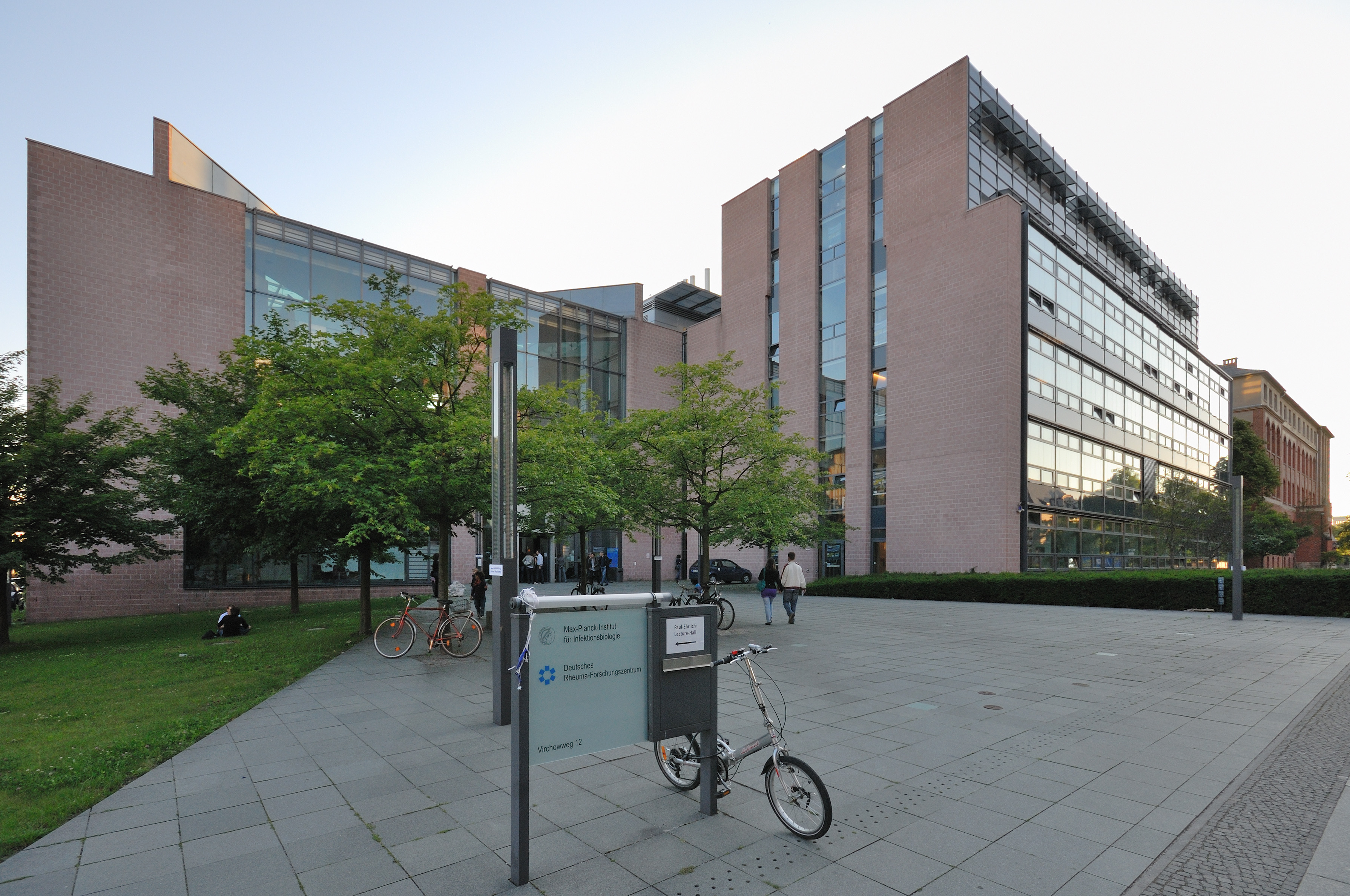
Институт инфекционной биологии имени Макса Планка, Германия

В 2014 Шарпантье возглавила одно из отделений Центра Инфекционных Исследований имени Гельмольца в Германии, получив там же место W3 профессора. В 2014 году получила профессуру имени Александра вон Гумбольдта.
В 2015 году Шарпантье приняла предложение членства в немецком научном Обществе Макса Планка и возглавила Институт инфекционной биологии Макса Планка. C 2014 года Шарпантье — почётный профессор Университета Гумбольдта в Берлине, с 2018 — действующий директор и сооснователь Центра Наук о Патогенах Макса Планка. В конце 2017 года Шарпантье отказалась от места внештатного профессора университета Умео, где недавние пожертвования фонда Кемпре и Фонда Кнута и Алисы Валленберг дали ей возможность предоставить больше ставок для молодых исследователей в её научной группе Шведской Лаборатории Молекулярной Инфекционной медицины (Университете Умео).

## CRISPR/Cas9
Наибольшую известность Шарпантье получила за расшифровку механизмов иммунной системы бактерий CRISPR/Cas9 и её видоизменения для редактирования генома. В частности, она открыла транс-активационную РНК (tracrRNA) и установила механизм её участия в созревании CRISPR-РНК.
В 2011 Шарпантье познакомилась с Дженнифер Даудной на научной конференции. В коллаборации с лабораторией Даудны и Шарпантье удалось показать возможность разрезания любой заданной последовательности ДНК с помощью Cas9. В разработанном ими методе использовалось сочетание белка Cas9 с единственной гидовой РНК (sgRNA, англ. Single Guide RNA). Гидовая РНК — химерная транс-активационной РНК и направляющей систему CRISPR-РНК, обе из которых строго необходимы для работы системы дикого типа. Использование единственной РНК значительно упростило метод редактирования генома. Исследователи со всего мира стали применять Cas9 для редактирования геномов растений, животных и лабораторных клеточных линий. Использование CRISPR — революционное открытие, позволившее исследователям с относительной лёгкость проводить генетические эксперименты и разрабатывать новые методы генной терапии.

## Нобелевская премия по химии (2020)
Эмманюэль Шарпантье и Дженнифер Даудна были удостоены Нобелевской премии по химии в 2020 году «за разработку метода редактирования генома». Объявление о присуждении премии сделано 7 октября 2020 года.
Вручение премии состоялось 10 декабря того же года.

## Награды и отличия
- 2014 — Премия Пола Янссена за биомедицинское исследование[англ.]
- 2014 — Göran Gustafsson Prize[англ.]
- 2015 — Премия за прорыв в области медицины
- 2015 — Ernst Jung Prize[англ.]
- 2015 — Премия Грубера
- 2015 — Carus-Medaille[нем.] Леопольдины
- 2015 — Премия принцессы Астурийской
- 2015 — Louis-Jeantet Prize for Medicine[англ.][26]
- 2015 — Thomson Reuters Citation Laureate по химии
- 2015 — Премия Мэссри
- 2016 — Премия Л’Ореаль — ЮНЕСКО «Для женщин в науке»[27]
- 2016 — Международная премия Гайрднера
- 2016 — Премия Тан
- 2016 — Otto Warburg Medal[англ.]
- 2016 — Медаль Вильгельма Экснера
- 2016 — Премия Пауля Эрлиха и Людвига Дармштедтера[нем.]
- 2016 — HFSP Премия Накасонэ[нем.] (совместно с Дж. Даудной)
- 2016 — Warren Alpert Foundation Prize[англ.]
- 2016 — Премия имени Лейбница
- 2016 — Meyenburg Prize[англ.]
- 2016 — BBVA Foundation Frontiers of Knowledge Award
- 2016 — Медаль Джона Скотта Филадельфии
- 2017 — Премия Японии
- 2017 — Премия медицинского центра Олбани
- 2018 — Премия Кавли
- 2018 — Aachener Ingenieurpreis[нем.]
- 2018 — Berliner Wissenschaftspreis[нем.]
- 2018 — Премия Харви
- 2019 — Премия Шееле
- 2019 — Harvey Lecture[нем.][28]
- 2019 — Эрнстовская лекция[29]
- 2020 — Carl-Friedrich-Gauß-Medaille[нем.]
- 2020 — Премия Вольфа по медицине
- 2020 — Lars Onsager Lecture[нем.]
- 2020 — Нобелевская премия по химии

## Звания почётного доктора

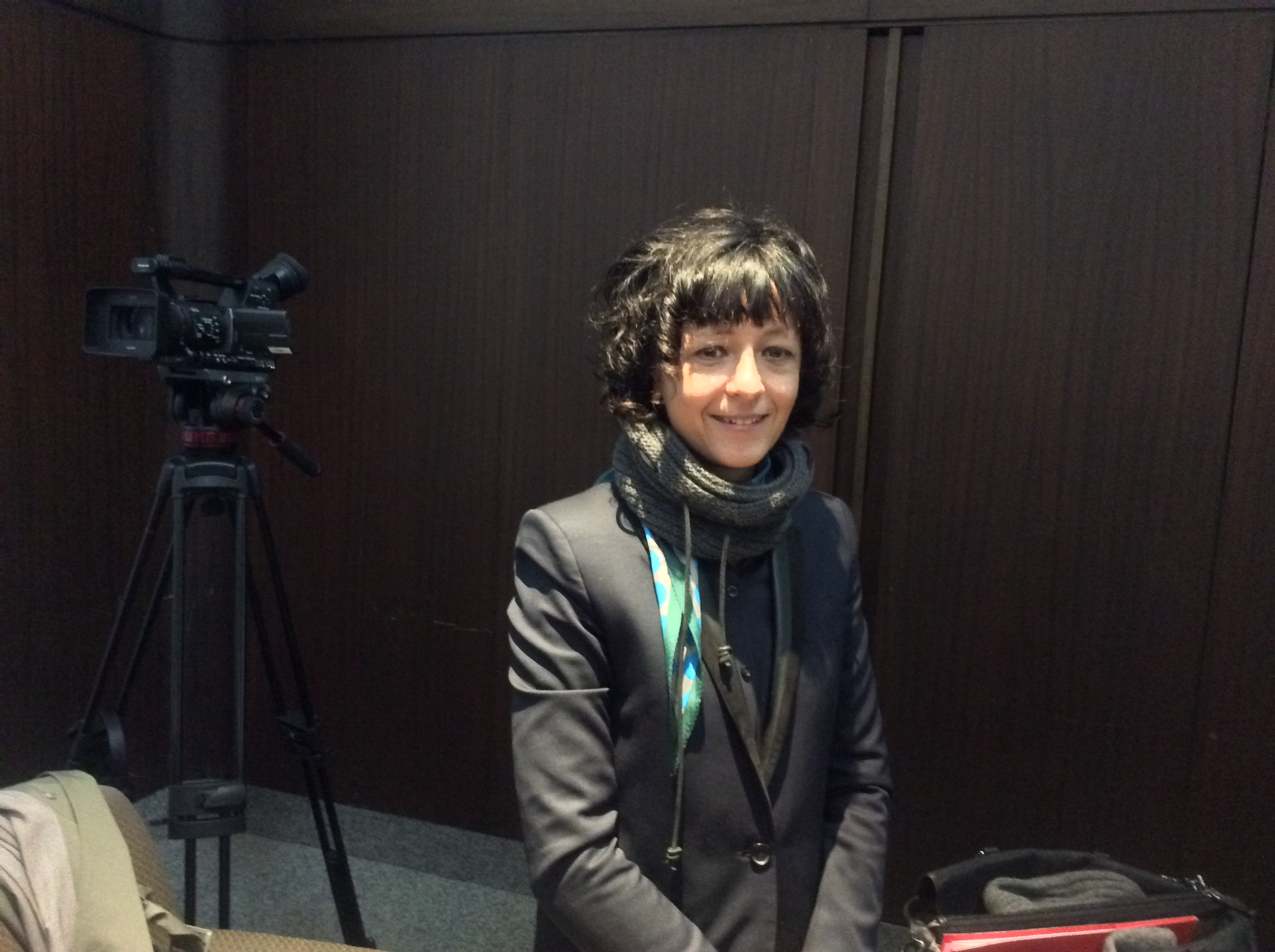
Доктор Эмманюэль Шарпантье в Нью-Йоркском Университете после церемонии награждения Международной премией Гайрднера.

- 2016 — Федеральная политехническая школа Лозанны[30]
- 2016 — Лёвенский католический университет, Бельгия[31]
- 2016 — Нью-Йоркский университет[32]
- 2017 — Медицинский факультет, Университет Умео, Швеция[33]
- 2017 — Университет Западного Онтарио, Лондон, Канада[34]
- 2017 — Гонконгский университет науки и технологии[35]
- 2018 — Левёнский католический университет[англ.], Бельгия[36]
- 2018 — Кембриджский университет[37]
- 2018 — Манчестерский университет[38]
- 2019 — Макгиллский университет, Канада[39]

## Членства в научных сообществах
- 2014 — Европейская организация молекулярной биологии[40]
- 2015 — Леопольдина[41]
- 2016 — Берлин-Бранденбургская академия наук[42]
- 2016 — Австрийская академия наук[43]
- 2016 — Шведская королевская академия наук[44]
- 2017 — Национальная академия наук США, Foreign Associate[45]
- 2017 — Французская технологическая академия[англ.][46]
- 2017 — Французская академия наук[47]
- 2018 — Европейская академия наук и искусств[48]
- 2021 — Папская академия наук[49]